# Creatio ex nihilo

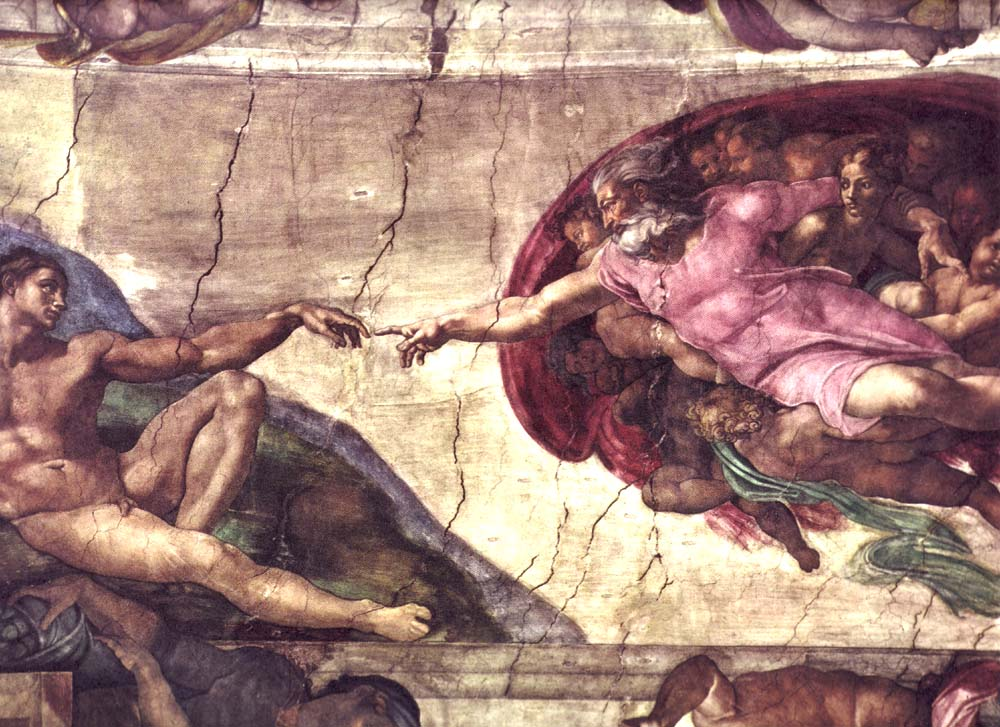
Michał Anioł, Stworzenie Adama, 1508–1512

Creatio ex nihilo (łac. stworzenie z niczego) – pogląd filozoficzny i teologiczny, rozwijany głównie w chrześcijaństwie, wedle którego świat został stworzony z nicości przez Boga. Pojęcie to wyraża podstawową różnicę ontologiczną: jedynie Bóg jest rzeczywistością pierwszą i niestworzoną, świat jest bytem niekoniecznym, powołanym do istnienia z nicości przez Bożą wszechmoc i miłość. Akt stworzenia jest Bożym wolnym aktem dokonanym przez wypowiedzenie Słowa-Logosu (por. J 1,1–3; Hbr 1,1–3). W Kościele katolickim przyjmowany jako jeden z dogmatów wiary (por. KKK 296). Kreacjonizm filozoficzny stoi w opozycji do:
- emanatyzmu, wedle którego świat stanowi emanację Boga;
- materializmu, w znaczeniu przekonania o wieczności i samoistności materii.

Pogląd creatio ex nihilo łączy się z monoteizmem (przy czym nie każdy monoteizm zakłada kreacjonizm). Stanowi integralny element wielu religii, m.in. chrześcijaństwa i islamu, czy światopoglądów – np. deizmu.

## W judaizmie
W Biblii hebrajskiej, wśród imion Bożych, znajdują się bardzo liczne zawołania Boga, mówiące o Jego naturze. Jednym z częściej występujących jest wyrażenie Stwórca nieba i ziemi (Rdz 14,19.22) oraz Stwórca Izraela (Iz 43,15 – być może trzeba to poprawniej odczytywać jako Mocny Izraela; por. Iz 1,24). W tradycji judaizmu istnieje stałe przekonanie, że Bóg stworzył świat z niczego. Średniowieczny autor Jehuda Halewi w swym dziele Kuzari wyraził przekonanie, że według tradycji judaizmu opis stworzenia świata w Księdze Rodzaju 1–3 należy rozumieć jako stworzenie z niczego (łac. creatio ex nihilo). Podkreślił, że mimo iż tekst biblijny nie wyklucza interpretacji, że Boże dzieło stworzenia było nadaniem odwiecznej materii, będącej w stanie chaosu, uporządkowanej formy – tradycja Izraela rozumiała, że Bóg stwarzając świat, powołał do istnienia także materię, której wcześniej nie było. Inaczej uważał neoplatonizm, uznając odwieczność pierwszej materii. Jednak, według Halewiego, kultura grecka opierała się na samym tylko rozumowaniu i wiedzy, a więc mądrości filozofów greckich brakowało wsparcia ze strony Boga, które mieli Prorocy Izraela. Innego zdania jest Maren R. Niehoff. Według niego, ogół żydowskich autorów i interpretatorów Biblii zarówno przed, jak i po upadku Drugiej Świątyni (70 r.) widział Boga Stwórcę jako demiurga, nie znając pojęcia creatio ex nihilo. 2 Księga Machabejska 7,28 ma być według tego autora zupełnym wyjątkiem. Księga przytacza słowa żydowskiej matki umacniającej swego syna w obliczu bliskiego męczeństwa:

Proszę cię, synu, spojrzyj na niebo i na ziemię, a mając na oku wszystko, co jest na nich, zwróć uwagę na to, że z niczego stworzył je Bóg i że ród ludzki powstał w ten sam sposób.

## W chrześcijaństwie
Ok. 200 r. koncepcji creatio ex nihilo bronił Tertulian przeciwko Hermogenesowi, który opowiadał się za stworzeniem świata z materii pierwotnej (ex materia).
Zagadnienie stworzenia wszechświata „z niczego” znalazło się w kręgu zainteresowania już Augustyna z Hippony (354–432 r.). Pisał o tym w swych komentarzach do Księgi Rodzaju.
Zagadnienie było obszernie dyskutowane w metafizyce średniowiecznej. Tomasz z Akwinu przeciwstawiał się Awerroesowi i jego uczniom, którzy twierdzili, że można dowieść wieczności świata. Również niektórzy kontynuatorzy myśli Augustyna z Hippony twierdzili, że można wykazać logicznie, że możliwa była wieczność stworzonego świata. Tomasz polemizował z tymi poglądami w dziełku O wieczności świata przeciw szemrzącym (De aeternitate mundi contra murmurantes) oraz w Sumie przeciw poganom II, 31–38.
Według rozumowania Akwinaty, można mówić o stworzeniu jako o emanacji, jedynie jeśli jest to emanacja całego bytu (łac. totius esse). Znaczy to, że stworzenie jest aktem, który nie zakłada niczego oprócz Stwórcy. Nie może być mowy o wykorzystaniu jakiejś materii pierwszej. Stworzenie nie jest dziełem koniecznym Stwórcy, lecz aktem jego inteligencji i woli. Skutek tego aktu, czyli byty stworzone, zależą od Stwórcy – nazywa się to partycypacją, uczestniczeniem – natomiast Stwórca nie zależy w żadnym stopniu od nich. W pojęciu uczestnictwa nie ma bowiem nic z panteizmu.
To, iż zagadnienie "creatio ex nihilo" jest jedną z podstawowych twierdzeń kosmologii chrześcijańskiej świadczą wypowiedzi dwóch Soborów katolickich, Soboru laterańskiego IV (1215 r.) oraz Soboru watykańskiego I, przytoczone przez Katechizm Kościoła Katolickiego n. 296:

Wierzymy, że Bóg, aby stwarzać, nie potrzebuje niczego istniejącego wcześniej ani żadnej pomocy (Por. Sobór Watykański I: DS 3022). Stworzenie nie jest także konieczną emanacją substancji Bożej (Por. Sobór Watykański I: DS 3023-3024). Bóg stwarza w sposób wolny "z niczego" (Sobór Laterański IV: DS 800; Sobór Watykański I: DS 3025.)

Katechizm przytacza też wypowiedź Teofila z Antiochii:

Cóż nadzwyczajnego byłoby w tym, gdyby Bóg wyprowadził świat z istniejącej już wcześniej materii? Ludzki twórca, gdy otrzyma materiał, zrobi z niego wszystko, co zechce. Tymczasem moc Boga okazuje się właśnie w tym, że wychodzi On od nicości, by uczynić wszystko, co zechce.

Katechizm przytacza także wypowiedź matki żydowskiej z II Księdze Machabejskiej:
spojrzyj na niebo i na ziemię, a mając na oku wszystko, co jest na nich, zwróć uwagę na to, że z niczego stworzył je Bóg — 2 Mch 7,28 (za Biblią Tysiąclecia).

## Ex nihilo a kreacjonizm
Niekiedy pogląd creatio ex nihilo łączony jest z kreacjonizmem jako teorią dotyczącą powstania i rozwoju życia na Ziemi. Jednocześnie jednak współcześnie istnieją odmiany kreacjonizmu filozoficznego włączającego w akt stworzenia również ewolucję wszechświata i życia biologicznego zgodną z teoriami naukowymi, w tym darwinizmem, co ma miejsce m.in. w katolicyzmie.